# Kenan Thompson
Kenan Thompson, né le 10 mai 1978 à Atlanta, dans l'État de Géorgie, est un acteur et humoriste américain.
Il est surtout connu pour son rôle de Kenan Rockmore dans la série Nickelodeon Kenan et Kel (1996-2000), dans laquelle il tient l'un des deux rôles-titres, aux côtés de Kel Mitchell. Formant un duo comique avec ce dernier, il tourne en 1997 dans Good Burger, qui aura droit à sa suite en 2023, où ils retrouvent leurs rôles respectifs.
Depuis 2003, il participe régulièrement à l'émission de sketchs Saturday Night Live, faisant de lui un des membres les plus anciens. 
Apparu dans la saga des Petits Champions, il est à l'affiche de Fat Albert (2004) ou plus récemment de la série Kenan (en) (2021-2022).
Il réside à Los Angeles.

## Biographie
Thompson est né et a grandi à Atlanta. Il est le fils de Fletcher et Elizabeth Ann Thompson. Il a également un frère et une sœur, Kerwin et Feleecia Thompson. Il fait ses débuts au cinéma à l'âge de 5 ans dans l'émission américaine The Gingerbread Man. Auparavant, il fait son apparition dans l'émission  "Real News for Kids." sur la chaîne télévisée américaine CNN . C'est par la suite qu'il joue dans les émissions All That et Kenan et Kel.

## Carrière
Kenan a joué dans de nombreux films tels que Good Burger, basé sur un sketch de l'émission All That et Fat Albert, dans lequel il joue le rôle du personnage principal. Il a également joué quelques petits rôles dans La Colo des gourmands, D3: The Mighty Ducks, L'Amour n'a pas de prix, Barbershop 2: Back in Business, et Des serpents dans l'avion. Kenan a également joué dans The Steve Harvey Show dans le rôle de Junior, en la compagnie de Kel Mitchell. Récemment, il double la voix d'un personnage dans une série de Nickelodeon intitulée Super Bizz.
En 2009, Thompson double un dessin-animé de la compagnie Fox intitulée Sit Down, Shut Up. Jason Bateman, Kristin Chenoweth, Will Forte, Tom Kenny, Nick Kroll, Cheri Oteri, Will Arnett, et Henry Winkler étaient également de la partie de doublage.

### Saturday Night Live
Kenan Thompson revient faire des sketchs lorsqu'il rejoint l'émission du Saturday Night Live en 2003, étant le premier membre de SNL à avoir tourné dans des émissions pour enfants et adolescents (All That et Kenan et Kel). Depuis 2005, il apparaît dans les saisons 29 et 30 de l'émission et finit son apparition durant la 31e saison (2005-2006).
Les personnages que joue Kenan au Saturday Night Live incluent : Deandre Cole, Barbara Birmingham (une nounou très accro à la cigarette et conseillère dans la garde pour enfants), DJ Dynasty Handbag du Deep House Dish d'MTV4, Jake Denmont, Jean K. Jean (un acteur français du Def Comedy Jam), Lorenzo McIntosh (un type engagé pour effrayer les délinquants juvéniles qui tirent leurs mauvaises actions des films), Oscar Rogers, et Virginiaca Hastings (une femme insolente qui flirte avec des bureaucrates).
Kenan imite également des célébrités incluant: Amber Riley (en tant que Mercedes Jones), Al Roker, Al Sharpton, Aretha Franklin, Barry Bonds, Bernie Mac, Bill Cosby (whom Thompson also impersonated on All That), Charles Barkley, Colin Powell, Don King, Emmanuel Lewis, Flava Flav, Fred Berry, Gary Coleman, George Clinton, George Foreman, James Harrison, Jennifer Hudson, Jeremiah Wright, Lil' Kim, Leslie David Baker (en tant que Stanley Hudson), Grady Wilson,  Louis Armstrong, Maya Angelou, Michael Clarke Duncan, Michael Steele, Nipsey Russell, O.J. Simpson, Patti LaBelle, Plaxico Burress, Randy Jackson, Reba McEntire, Roland Burris, Sammy Sosa, Serena Williams, Sir Mix-A-Lot, Star Jones, Steve Harvey, Wanda Sykes, Whitman Mayo, Whoopi Goldberg, will.i.am, William "The Refrigerator" Perry, la mère de Donovan McNabb, Wilma, Boyd Tinsley, Stuart Scott, Tiger Woods, Kanye West (la voix uniquement), Quincy Jones, Mo'Nique, Tyler Perry, et le producteur exécutif de SNL, Lorne Michaels.

## Filmographie

### Télévision
- 1994 : All That - Invité

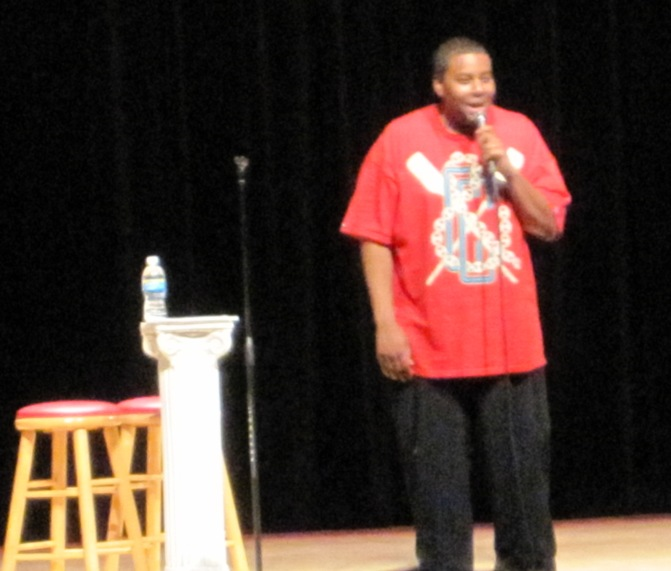
Kenan, photographié en 2010.

- 1996-2000 : Kenan et Kel - Kenan Rockmore
- 1996 : The Steve Harvey Show  - Invité
- 1997 : Sister, Sister - Invité
- 1999 : The Amanda Show  - Invité
- 1999 : Oh Yeah! Cartoons  - Invité
- 2001 : Felicity - Invité
- 2003 : Saturday Night Live - Invité
- 2003 : Les Parker  - Invité
- 2003 : Clifford le gros chien rouge - Hamburger (1 épisode)
- 2006 : Wild 'N Out - Invité
- 2007 : Crank Yankers - Invité
- 2007 : Nickelodeon Kids' Choice Awards 2007 - Invité
- 2008 : Super Bizz - Doublage
- 2009 : Sit Down, Shut Up  - Sue Sezno
- 2009 : Psych : Enquêteur malgré lui - Invité
- 2011 : IParty with Victorious -lui-même
- 2016-2019 : Unbreakable Kimmy Schmidt : Roland Peacock (apparitions dans quelques épisodes)
- 2023 : Chucky - Un chauffeur de taxi

### Films
- 1994 : D2: The Mighty Ducks - Russ Tyler
- 1995 : La Colo des gourmands - Roy
- 1996 : D3: The Mighty Ducks  - Russ Tyler
- 1997 : Good Burger - Dexter Reed
- 1999 : Cousin Skeeter  - Invité
- 1999 : Les Aventures de Rocky et Bullwinkle - Lewis
- 2000 : Deux têtes valent mieux qu'une (film Kenan et Kel) - Kenan Thompson
- 2000 : Méchant Menteur - Invité
- 2002 : The Master of Disguise
- 2003 : L'Amour n'a pas de prix - Walter Colley
- 2003 : Mon boss, sa fille et moi - Hans
- 2004 : Barbershop 2: Back in Business - Kenard
- 2004 : Fat Albert - Fat Albert
- 2006 : Des serpents dans l'avion - Troy
- 2008 : Les Chimpanzés de l'espace - Doublage
- 2008 : Wieners - Wyatt
- 2009 : Stan Helsing - Teddy
- 2011 : Les Schtroumpfs le film - Schtroumpf gourmand (doublage)
- 2012 : Fat Albert 2 - Albert
- 2012 : Un été magique (The Magic of Belle Isle) - Henry
- 2017 : Braquage à l'ancienne (Going in style) - Chef de la sécurité
- 2019 : Le Parc des merveilles (Wonder Park) - Gus (doublage)
- 2020 : Les Trolls 2 : Tournée mondiale (Trolls World Tour) - petit Diamant (doublage)
- 2021 : Home Sweet Home Alone de Dan Mazer : Gavin